# Monanthotaxis heterantha
Monanthotaxis heterantha (Baill.) Verdc. – gatunek rośliny z rodziny flaszowcowatych (Annonaceae Juss.). Występuje endemicznie w zachodniej części Madagaskaru. 

## Morfologia
PokrójZimozielony krzew o szarawej korze.
LiścieMają eliptycznie owalny kształt. Mierzą 1–3 cm długości oraz 1 cm szerokości. Nasada liścia jest zaokrąglona. Blaszka liściowa jest o tępym wierzchołku. Ogonek liściowy jest nagi i dorasta do 1–2 mm długości.
KwiatySą pojedyncze, rozwijają się na szczytach pędów. Mają zielonkawą barwę. Działki kielicha mają trójkątny kształt i dorastają do 1 mm długości. Płatki mają owalny lub odwrotnie jajowaty kształt i osiągają do 2–3 mm długości.
OwocePojedyncze mają jajowaty kształt, przypominający jagody, zebrane po 1–3 w owoc zbiorowy. Są osadzone na krótkich szypułkach. Osiągają 6 mm długości i 3–5 mm szerokości.

## Biologia i ekologia
Rośnie na wydmach oraz w miejscach o piaszczystym podłożu.